# Tex Rubinowitz (Sänger)
Arthur Lee „Tex“ Rubinowitz (* 10. Oktober 1944 in Abilene, Texas) ist ein amerikanischer Rockabilly-Singer-Songwriter und -gitarrist. Sein bekanntester Song ist Hot Rod Man, den er 1979 in den USA, wenig später auch in Europa veröffentlichte.

## Leben und Karriere
Geboren in Abilene, zog Rubinowitz 1954 mit seinen Eltern und seinem jüngeren Bruder früh nach Springfield, eine Vorstadt der Bundeshauptstadt Washington. Er besuchte die Lee High School in Springfield. 1962 begann der Fan von Link Wray, Elvis Presley und Carl Perkins Gitarre zu spielen. Nach dem High-School-Abschluss studierte er ein Jahr lang in Hattiesburg an der University of Southern Mississippi, kehrte anschließend jedoch nach Springfield zurück und arbeitete als Skitechniker.
Ab 1970 spielte er in Klubs der Umgebung, gründete die Band Casa Loma Cowboys. Mit ihnen trat er vor allem in Militärstützpunkten auf. 1975 veröffentlichten sie eine Single, That Old Patchwork Quilt und South of the Border, auf dem Aladdin-Label. 1976 erhielt Rubinowitz den ersten längeren Vertrag in einem Countryclub in Alexandria, wo er an den Wochenenden auftrat. Die Casa Loma Cowboys trennten sich 1978 von Rubinowitz. Mittlerweile hatte er Billy Hancock kennen gelernt, in dessen Band, den Tennessee Rockets, er Gitarre spielte und sang, auch auf deren Single-Veröffentlichung Rootie Tootie 1979. Wenig später wurde ebenfalls auf dem Ripsaw-Label die erste Tex-Rubinowitz-Single Bad Boy, Coverversion eines Marty-Wilde-Hits aus dem Jahre 1959, mit der B-Seite Feelin' Right Tonight herausgegeben. Bei den Aufnahmen am 16. Dezember 1978 in den Bias Studios in Virginia begleiteten ihn Hancock sowie Bob Newscaster, Bryan Smith und Jeff Lodsun. Die Aufnahmen für die wenig später veröffentlichten Hot Rod Man und dessen B-Seite Ain't It Wrong, wie die A-Seite von Rubinowitz geschrieben, fanden am selben Tag mit demselben Personal statt. Rubinowitz' Mutter Arthurea B. Rubinowitz zahlte für die Session, daher nannte Tex sie neben sich und Billy Hancock als dritte Produzentin der Songs. Beide Singles erhielten reichlich Airplay in den Rundfunkstationen. Rubinowitz und seine Liveband, die Bad Boys, absolvierten Auftritte in und um Washington; eins der Konzerte im in den 1980er Jahren bereits geschlossenen Wax Museum zog 1400 Zuhörer an, 400 mehr als in dem Nachtklub erlaubt waren. Beim Silvesterkonzert 1979 im Washingtoner Takoma Theatre überraschte er Fans und Band mit der Ankündigung, er werde seine Karriere beenden.
Doch Rubinowitz machte weiter und tourte 1981 in Europa. Hot Rod Man wurde vom Silent-Label, das von Stiff Records vertrieben wurde, in Großbritannien veröffentlicht. In Kanada erschien zu dieser Zeit eine 12-Zoll-Single mit allen vier Tracks der beiden Ripsaw-Singles; in Frankreich kam eine Fünf-Track-Mini-LP im 10-Zoll-Format heraus, die zusätzlich den Song Red Cadillac and a Black Moustache – ebenfalls während der Ripsaw-Session aufgenommen – enthielt. Das Album Tex Rubinowitz brachte 1986 fünf neue Tracks – neben erneut den vier Liedern von den Ripsaw-Singles.
Hot Rod Man wurde bei vielen Rockabilly-Revivalists populär und oft gecovert. 1985 wurde der Song im Soundtrack des Films Roadhouse 66 (deutscher Titel: Highway 66) mit Willem Dafoe verwendet.
Rubinowitz beendete seine Karriere im Musik-Business endgültig im Jahr 1987 und begann ein bürgerliches Leben. Noch 2012 lebte er in Springfield.

## Trivia
Der in Österreich lebende deutsche Karikaturist und Schriftsteller Dirk Wesenberg benannte sich nach Tex Rubinowitz.